# Zbyszyce
Zbyszyce ist eine Ortschaft, sowie eine ehemalige Stadt, mit einem Schulzenamt der Gemeinde Gródek nad Dunajcem im Powiat Nowosądecki der Woiwodschaft Kleinpolen in Polen.

## Geographie
Der Ort liegt auf einem Halbinsel, die nach der Gründung der Stausee Jezioro Rożnowskie am Dunajec entstand. Das ehemalige Stadtzentrum wurde damals geflutet.

## Geschichte
Laut einer Legende wurde Zbyszyce im 10. Jahrhundert von Adalbert von Prag besucht, aber der Ort wurde im Jahr 1242 erstmals urkundlich erwähnt. Im 13. bis 16. Jahrhundert gehörte es zur Familie Kępiński.

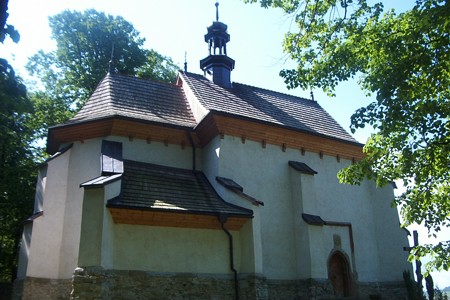
Ortskirche

1447 wurde eine gotische Kirche erbaut, die in den Jahren 1565 bis 1597 zum Sitz einer wichtigen Pfarrgemeinde der Arianer, d. h. der Polnischen Brüder, wurde.

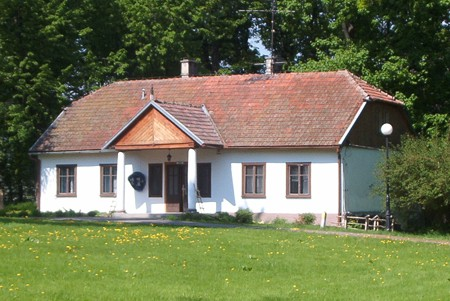
Gutshof

Bei der Ersten Teilung Polens kam Zbyszyce 1772 zum neuen Königreich Galizien und Lodomerien des habsburgischen Kaiserreichs (ab 1804). 1785 wurde Zbyszyce zur Stadt erhoben, aber nach der verheerenden Überschwemmung im Jahr 1813 nie wieder aufgebaut und 1896 verlor der Ort das Stadtrecht.
1918, nach dem Ende des Ersten Weltkriegs und dem Zusammenbruch der k.u.k. Monarchie, kam Zbyszyce zu Polen. Unterbrochen wurde dies nur durch die Besetzung Polens durch die Wehrmacht im Zweiten Weltkrieg.
Nach einer anderen Überschwemmung im Jahr 1934 wurde die Idee der Bau des Stamms am Dunajec geboren. 1941 wurde das Zentrum von Zbyszyce geflutet. Die gotische Kirche und der Gutshof aus dem späten 18. Jahrhundert wurden jedoch erhalten.
Von 1975 bis 1998 gehörte Zbyszyce zur Woiwodschaft Nowy Sącz.

## Sohn des Ortes
- Franciszek Bielak (1930–2018), Literaturhistoriker und -kritiker